# Hieracium megachaetum
Hieracium megachaetum là một loài thực vật có hoa trong họ Cúc. Loài này được Wiinst. mô tả khoa học đầu tiên năm 1922.